# 스피드스케이팅 여자 5000m 세계 기록 추이
스피드 스케이팅 세계 기록은 국제 빙상 연맹이 공인하고 관리한다.
다음은 여자 5000m 세계 기록 추이이다.
| #                                                      | 시간        | 차이 | 선수                  | 나라     | 날짜         | 대회명                  | 개최지                | 경기장 | 주석 및 기타 |
|                                                        | 11분 30초 5 |      | 조피아 네흐린고바     | 폴란드   | 1931. 02. 15 |                         | 폴란드 바르샤바       |        |              |
|                                                        | 10분 54초 8 |      | 조피아 네흐린고바     | 폴란드   | 1935. 02. 10 |                         | 폴란드 바르샤바       |        |              |
|                                                        | 10분 15초 3 |      | 베르네 레쉐           | 핀란드   | 1936. 02. 02 |                         | 스웨덴 스톡홀름       |        |              |
|                                                        | 9분28초 3   |      | 라일라 슈 닐센        | 노르웨이 | 1937. 01. 31 |                         | 스위스 다보스         |        |              |
|                                                        | 9분26초 8   |      | 베르네 레쉐           | 핀란드   | 1949. 02. 13 |                         | 노르웨이 콩스베르그   |        |              |
|                                                        | 9분22초 3   |      | 림마 주코바           | 소련     | 1950. 03. 17 |                         | 소련 키로프           |        |              |
|                                                        | 9분10초 7   |      | 타티아나 카렐리나     | 소련     | 1951. 02. 12 |                         | 소련 메데오           |        |              |
|                                                        | 9분01초 6   |      | 림마 주코바           | 소련     | 1953. 01. 24 |                         | 소련 메데오           |        |              |
| 1952년에서 1955년까지는 세계 기록 종목에서 유예되었다. |             |      |                       |          |              |                         |                       |        |              |
|                                                        | 7분 40초 97 |      | 안드레아 쇠네         | 동독     | 1983. 01. 23 |                         | 네덜란드 헤이렌베인   |        |              |
|                                                        | 7분 39초 44 |      | 가비 쇤브룬           | 동독     | 1984. 01. 15 |                         | 소련 메데오           |        |              |
|                                                        | 7분 34초 52 |      | 안드레아 쇠네         | 동독     | 1984. 03. 24 |                         | 소련 메데오           |        |              |
|                                                        | 7분 32초 82 |      | 안드레아 쇠네         | 동독     | 1985. 02. 10 |                         | 유고슬라비아 사라예보 |        |              |
|                                                        | 7분 31초 45 |      | 안드레아 에흐리크     | 동독     | 1986. 01. 12 |                         | 가이터스              |        |              |
|                                                        | 7분 20초 99 |      | 안드레아 에흐리크     | 동독     | 1986. 03. 22 |                         | 소련 메데오           |        |              |
|                                                        | 7분 20초 36 |      | 이본 반 겐닙          | 네덜란드 | 1987. 03. 20 |                         | 네덜란드 헤이렌베인   |        |              |
|                                                        | 7분 14초 13 |      | 이본 반 겐닙          | 네덜란드 | 1988. 02. 28 |                         | 캐나다 캘거리         |        |              |
|                                                        | 7분 13초 29 |      | 군다 니만             | 독일     | 1993. 12. 06 |                         | 노르웨이 하마르       |        |              |
|                                                        | 7분 03초 26 |      | 군다 니만             | 독일     | 1994. 03. 26 |                         | 캐나다 캘거리         |        |              |
|                                                        | 6분 59초 61 |      | 클라우디아 페히슈타인 | 독일     | 1998. 02. 20 |                         | 일본 나가노           |        |              |
|                                                        | 6분 58초 63 |      | 군다 니만-스티르네만  | 독일     | 1998. 03. 28 | 세계 종목별 선수권 대회 | 캐나다 캘거리         |        |              |
|                                                        | 6분 57초 24 |      | 군다 니만-스티르네만  | 독일     | 1999. 02. 07 | 세계 선수권             | 노르웨이 하마르       |        |              |
|                                                        | 6분 56초 84 |      | 군다 니만-스티르네만  | 독일     | 2000. 01. 16 |                         | 노르웨이 하마르       |        |              |
|                                                        | 6분 55초 34 |      | 군다 니만-스티르네만  | 독일     | 2000. 11. 25 |                         | 네덜란드 헤이렌베인   |        |              |
|                                                        | 6분 52초 44 |      | 군다 니만-스티르네만  | 독일     | 2001. 03. 10 |                         | 미국 솔트레이크 시티  |        |              |
|                                                        | 6분 46초 91 |      | 클라우디아 페히슈타인 | 독일     | 2002. 02. 23 | 제19회 동계 올림픽      | 미국 솔트레이크 시티  |        |              |
|                                                        | 6분 45초 61 |      | 마르티나 사블리코바   | 체코     | 2007. 03. 11 |                         | 미국 솔트레이크 시티  |        |              |
|                                                        | 6분 42초 66 |      | 마르티나 사블리코바   | 체코     | 2011. 02. 18 |                         | 미국 솔트레이크 시티  |        |              |

## 같이 보기
- 스피드 스케이팅 남자 5000m 세계 기록 추이
- 스피드 스케이팅 남자 5000m 대한민국 기록 추이
- 스피드 스케이팅 여자 5000m 대한민국 기록 추이